# Kiyomitsu Kobari
Kiyomitsu Kobari (小針 清允?, Kobari Kiyomitsu; Tokyo, 12 giugno 1977) è un ex calciatore giapponese, di ruolo portiere.